# Plecotus balensis
Plecotus balensis là một loài động vật có vú trong họ Dơi muỗi, bộ Dơi. Loài này được Kruskop & Lavrenchenko mô tả năm 2000.